# Бецет
Бецет (ивр. נַחַל בֶּצֶת‎, нахаль-бецет, араб. وادي كركرة‎, вади-каркура) — река в Ливане и Израиле, в западной Галилее, впадающая в Средиземное море. Площадь водосборного бассейна — 125 км².
Река начинается в Ливане у деревни Айта-эш-Шааб, в трёх километрах от израильского мошава Зарит. Оттуда она течёт на запад и впадает в Средиземное море к юго-западу от Рош-ха-Никра. Её основными притоками являются вади Сарах, Биранит, Галил, Мишмеш, Намер и Ханита.
В верховьях река течёт через крутые скалы, сложенные известняком и доломитом. В нижнем течении распространены мергель, мел и глины. На центральном участке реки бьют источники, благодаря которым она течёт круглогодично на протяжении около полутора километров. В этой части вдоль реки произрастают олеандр, платан восточный, ива и малина.